# Crawford (Géorgie)
Pour les articles homonymes, voir Crawford.
Crawford est une localité du comté d'Oglethorpe dans l'État de Géorgie aux États-Unis, sa population était de 832 habitants en 2010.

## Démographie
| 1880 | 1900 | 1910 | 1920 | 1930 | 1940 |
| ---- | ---- | ---- | ---- | ---- | ---- |
| 312  | 308  | 871  | 803  | 538  | 812  |

| 1950 | 1960 | 1970 | 1980 | 1990 | 2000 |
| ---- | ---- | ---- | ---- | ---- | ---- |
| 555  | 541  | 624  | 498  | 694  | 807  |

| 2010 | - | - | - | - | - |
| ---- | - | - | - | - | - |
| 832  | - | - | - | - | - |